# Okoboji
Okoboji is een plaats (city) in de Amerikaanse staat Iowa, en valt bestuurlijk gezien onder Dickinson County.

## Demografie
Bij de volkstelling in 2000 werd het aantal inwoners vastgesteld op 820. In 2006 is het aantal inwoners door het United States Census Bureau geschat op 961, een stijging van 141 (17,2%).

## Geografie
Volgens het United States Census Bureau beslaat de plaats een oppervlakte van 4,6 km², geheel bestaande uit land. Okoboji ligt op ongeveer 444 m boven zeeniveau.

## Plaatsen in de nabije omgeving
De onderstaande figuur toont nabijgelegen plaatsen in een straal van 8 km rond Okoboji.